# Piast Kunigunda bajor hercegné
Piast Kunigunda (1335. május 16. előtt – Berlin, 1357. április 26.), lengyelül: Kunegunda Kazimierzówna, németül: Kunigunde von Polen, latinul: Cunigunda Piast, filia Casimiri III Magni regis Poloniae, lengyel királyi hercegnő, házassága révén bajor hercegné, brandenburgi őrgrófné és választófejedelemné, III. Kázmér lengyel király másodszülött gyermeke. Gediminas litván nagyfejedelem unokája, Piast Erzsébet magyar királyné unokahúga, Jagelló II. Ulászló litván nagyfejedelem és lengyel király elsőfokú unokatestvére és IV. Lajos német-római császár menye.

## Élete
Apja III. Kázmér lengyel király, anyja Anna (Aldona) litván hercegnő, Gediminas (1275 körül–1341) litván nagyfejedelemnek és Polocki Jevna (Jaunė) (1280 körül–1344) hercegnének, Iván polocki herceg lányának a lánya.
Szülei 1325. október 16-án kötöttek házasságot, és ez alkalomból anyja felvette a római katolikus vallást, a pogány nevét, az Aldonát megváltoztatták, és Annának keresztelték. Kunigundának egy idősebb édestestvére is született, Erzsébet (1326/1330/34–1361) hercegnő, akinek a férje V. Boguszláv (1330–1365) pomerániai herceg, két gyermek született a házasságukból.
Anyját Anna királynét gyermekkorában elvesztette, aki 1339. május 26-án halt meg, és a Wawelben helyezték örök nyugalomra.
Féltestvére volt Piast Anna cillei grófné, aki apjának a negyedik, Piast Hedviggel kötött házasságából született, de akit már nem ismerhetett meg, hiszen a halála után született, viszont húgának a lánya, Cillei Anna lett az ő elsőfokú unokatestvérének, Jagelló II. Ulászló litván nagyfejedelem és lengyel király második felesége.

## Filmművészet
A 2018-ban bemutatott Koronás sas című lengyel televíziós sorozatban megjelenik az alakja, akit két évadon át a gyerekkorától élete végéig Martyna Dudek, Emilia Rostek, Wiktoria Zembrzycka személyesít meg. 